# Şehzade Yusuf Izzeddin
Şehzade Yusuf Izzeddin Efendi (turco ottomano: شهزادہ یوسف عزالدین; Istanbul, 11 ottobre 1857 – Istanbul, 1º febbraio 1916) è stato un principe ottomano, figlio maggiore del sultano Abdülaziz dalla sua prima consorte Dürrinev Kadin.

## Origini
Şehzade Yusuf Izzeddin nacque l'11 ottobre 1857 a Istanbul, nel Palazzo Dolmabahçe. Suo padre era Şehzade Abdülaziz, figlio minore del sultano ottomano Mahmud II e fratellastro del sultano Abdülmecid I, mentre sua madre era Melek Dürrinev Hanim, una principessa georgiana. Essendo nato mentre suo padre era ancora Şehzade, la sua nascita dovette essere tenuta segreta e venne cresciuto di nascosto nella villa Kadir Bey di Eyüp, perché all'epoca era vietato ai principi ottomani avere figli prima di salire al trono.
Suo padre divenne sultano nel 1861, alla morte di Abdülmecid I, e Izzeddin venne portato a corte e riconosciuto come figlio e principe, mentre sua madre assunse il rango di Prima Consorte (BaşKadin), col titolo di Dürrinev Kadın. Fu sempre il figlio favorito di suo padre.
Ebbe una sorella minore, Fatma Saliha Sultan, e un fratello minore, Şehzade Mehmed Selim, morto bambino.
Venne educato nel Padiglione Ihlamur. I suoi tutori includevano Miralay Süleyman Bey, Ömer Efendi, Tophane Müfti Ömer Lutfi Efendi, Gazi Ahmed Muhtar Pasha e Gürcü Şerif Efendi. Ha preso lezioni di francese dal medico capo del Sultano Marko Pasha e dal genero di Sakızlı Ohannes Pasha Şarl.
Izzeddin fu circonciso il 20 giugno 1870 con diversi parenti, fra cui Şehzade Selim Süleyman e Şehzade Mehmed Vahdeddinin (Mehmed VI) figli di Abdülmecid I, Şehzade Mehmed Selaheddin, figlio di Şehzade Murad (Murad V), Şehzade Mahmud Celaleddin, figlio di Abdülaziz e un'altra consorte, e Sultanzade Alaeddin Bey, figlio di Münire Sultan

## Carriera militare e vita pubblica
Izzeddin venne formalmente arruolato nell'esercito ottomano nel novembre 1861, a quattro anni, col grado di ufficiale. Il 2 settembre 1862 e il 3 aprile 1863 seguì il padre in viaggio a Izmit e in Egitto. Nel 1866, a nove anni, venne promosso tenente comandante. Il principe Carlo Antonio di Hohenzollern-Sigmaringen, in visita a Istanbul, scrisse che il piccolo Şehzade, al fianco del padre, si divertiva a urlare comandi ai suoi battaglioni durante le parate. La sua promozione fu celebrata con la costruzione di una fontana a Tophane in suo onore.
Il 3 settembre 1867 Izzeddin venne promosso a colonnello e seguì suo padre nel suo tour delle capitali europee. Il 15 luglio 1868 fu promosso a brigadiere di fanteria della Prima Armata e il 30 maggio 1870 venne nominato anche nella Seconda Armata.
Nel 1868 incontrò Napoleone III e sua moglie Eugenia e nel 1869 incontrò il Principe Edoardo di Galles, in visita a Istanbul con la moglie Alessandra di Danimarca.
Il 3 novembre 1871, a quattordici anni, venne promosso a Luogotenente Generale e Capo di Stato Maggiore della Prima Armata, e il 18 aprile 1872 venne promosso a Comandante in Capo della Prima Armata.
Dal 1874 accompagnò suo padre a ogni cerimonia, con una posizione d'onore, pronunciando occasionalmente discorsi.

## Legge di successione
La legge di successione ottomana prevedeva l'anzianità agnatizia, ovvero il trono veniva via via ereditato dal membro maschile più anziano della famiglia fra quelli ammissibili alla successione (erano esclusi i discendenti delle principesse), da qui il divieto per i principi di avere figli, anche se questo metodo aveva spesso portato sul trono sultani troppo vecchi e deboli e aveva contribuito alla decadenza dell'Impero. Gli eredi di Abdülaziz erano perciò i figli di suo fratello Abdülmecid I, con Şehzade Murad come principe ereditario. Tuttavia, Abdülaziz desiderava che il suo erede fosse proprio Izzeddin, che era favorito anche dal governo, e tentò di modificare la legge di successione per introdurre la primogenitura maschile.
A questo scopo, si dedicò a un'intensa campagna di propaganda. Presentò Izzeddin come suo erede in Europa, al fine di fargli guadagnare merito all'estero. Organizzò per suo figlio una campagna di propaganda basata sul presentarlo, anche tramite giornali, come un uomo forte e ottimo militare, pagando direttori di quotidiani e ufficiali per il loro sostegno, fra cui Mehmed Arif, editore del settimanale Ayine-i Vatan, su cui comparvero regolarmente foto di Izzeddin in divisa.
Nel settembre 1871 nominò Gran Visir il suo alleato Mahmud Nedim Pascià e nel 1872 si diffuse la voce secondo cui il Şeyhülislam avrebbe emesso una fatwa per legalizzare l'intento di Abdülaziz dal punto di vista giuridico e religioso. Il palazzo ufficialmente smentì, ma continuò a promuovere Izzeddin come erede, presentandolo così a Vittorio Emanuele, Re d'Italia.
Nel 1874 Izzeddin apparve in veste di erede sul settimanale Orient Illustre, un periodico turco in lingua francese.
Per agire sull'opinione pubblica, Abdülaziz sostenne un analogo cambio di successione nel Chedivato d'Egitto, acconsentendo alla richiesta del chedivè d'Egitto Isma'il Pasha e di sua madre Hoshiyar Qadin di nominare erede il figlio maggiore di Isma'il, Tewfik Pasha, piuttosto che suo fratello.

## Regno di Abdülhamid II
Abdülaziz fu deposto e morì pochi giorni dopo, in circostanze sospette, nel Palazzo Feriye, il 4 giugno 1876, prima di poter realizzare il suo progetto. Così, dopo il breve regno di Murad V, poi deposto e rinchiuso nel Palazzo di Çırağan, salì al trono Abdülhamid II. Entrambi erano figli di Abdülmecid I e nipoti di Abdülaziz, quindi cugini di Izzeddin.
Izzeddin continuò a risiedere nelle sue ville, dove accolse anche due sue sorellastre e un fratellastro, Emine Sultan, di due anni, che aveva perso suo padre e sua madre a pochi giorni di distanza l'uno dall'altro, ed Esma Sultan, di tre anni, e Şehzade Mehmed Seyfeddin, di due, insieme alla loro madre, Gevheri Kadın.
Abdülhamid II sospettava che Izzeddin avesse ereditato le mire di suo padre sul salire al trono e lo fece sorvegliare, costruendo stazioni di polizia di fronte alle sue ville. La sorveglianza divenne più rigida dopo il 1906, quando una voce sostenne che Izzeddin fosse coinvolto con Ali Şamil Pasha in un complotto per deporre il sultano.
Anche Abdülhamid cercò di lasciare il trono ai suoi figli piuttosto che ai fratelli e ai cugini, ma era un sultano impopolare e si temeva che i suoi figli avessero ereditato le sue visioni politiche, quindi i suoi tentativi furono bloccati dal CPU, Comitato per l'Unione e il Progresso, che favoriva Şehzade Mehmed Reşad, fratellastro ed erede di Abdülhamid, futuro sultano Mehmed V.
Abdülhamid venne infine deposto nel 1909, e sul trono salì proprio Mehmed V.

## Erede al trono
Con la salita al trono di Mehmed V, Izzeddin divenne Valiahd Şehzade, ovvero principe ereditario.
Nel 1909 servì come feldmaresciallo. Nel 1910 rappresentò la dinastia ottomana a Londra, in occasione del funerale di Edoardo VII. Nel 1911 incontrò per la seconda volta l'Imperatrice Eugenia di Francia, nuovamente in visita a Istanbul.
Izzeddin era politicamente attivo e pendeva verso posizioni anti-CPU e contrarie al governo di Mehmed V, che fece sì che le possibilità di Izzeddin di avere voce politica fossero limitate, permettendo al CPU di monitorare i suoi contatti politici e di prevenire la loro influenza sull'opinione pubblica. In occasione di una visita alle truppe stanziate a Gallipoli nel luglio 1915 Izzeddin ebbe un acceso confronto sul modo di gestire la guerra con Enver Paşah, che accusò di sacrificare migliaia di vite ottomane invano.
Ciononostante, continuò ad affiancare Mehmed V in qualità erede apparente. Partecipò al suo anniversario di incoronazione il 4 maggio 1912 e nell'ottobre 1915 accolsero insieme una delegazione di letterati siriani, malgrado l'opposizione del governatore della Siria Hulusi Bey.
Izzeddin non andava d'accordo neppure con Şehzade Mehmed Vahdeddinin (futuro Mehmed VI), fratellastro minore di Mehmed V e secondo erede al trono. I due erano in forte rivalità, soprattutto in politica e per il trono ma anche personalmente, e, anche se in pubblico erano sempre controllati ed educati l'uno con l'altro, in realtà non volevano neppure condividere la carrozza nelle occasioni di Stato. Vahdeddinin era particolarmente preoccupato per la sua posizione di erede e convinse Mehmed V a nominarlo formalmente secondo erede, temendo che se Izzeddin fosse divenuto sultano avrebbe cambiato la legge per escluderlo dalla successione.

## Morte
Izzeddin alla fine divenne paranoico riguardo la sua posizione di erede ed era attanagliato dal terrore che Mehmed V e Mehmed Vahdeddinin potessero rimuoverlo dalla successione. Chiese persino a Mehmed V di giurare su Allah che non lo avrebbe diseredato. Mehmed V mandò un biglietto in cui giurava e lo rassicurava a proposito, ma l'effetto durò solo qualche ora e le condizioni mentali di Izzeddin continuarono a peggiorare fino a che non si suicidò il 1º febbraio 1916 nella sua villa a Zincirlikuyu, Istanbul. Venne sepolto nel mausoleo Mahmud II.

## Famiglia
Izzeddin ebbe sei consorti, da cui ebbe due figli e due figlie, ma nessuno di loro ebbe a sua volta discendenza.

### Consorti
- Çeşmiahu Hanim. Nata fra il 1854 e il 1856, era circassa Ubuh, figlia di Mestare Hanim. Si sposarono nel 1879 e da lei ebbe il primogenito. Morì nel 1912 e venne sepolta nel mausoleo Pertevniyal Sultan[32][33][34].
- Esma Süreyya Cavidan Hanım. Nata il 12 gennaio 1870 nella villa di suo padre a Hotor, Istanbul.  Sua madre era la principessa georgiana Ayşe Kemalifer Dziapş-lpa Hanim (1838-1901), sorella della madre di Izzeddin, Dürrinev Kadın, il che rendeva lei e Izzeddin cugini materni. Suo padre era il principe abcaso Ömer Izzet Açba Pasha, figlio del principe Ahmed Açba Bey (m.1856) e della principessa Eşba Hanım (m.1860). Il suo nome originale era Esma Süreyya, e prese quello di Cavidan in occasione delle nozze. Si sposarono il 20 maggio 1885 nel Palazzo Beşiktaş. Da lei non ebbe figli. Era una calligrafa. Dopo essere rimasta vedova continuò a vivere nella villa di Izzeddin a Çamlıca. Dopo l'esilio della dinastia e l'esproprio delle loro proprietà tornò nella villa paterna, dove morì il 21 settembre 1933[35][36][37].
- Aliye Nazikeda Hanım. Nata il 30 maggio 1872 a Sukhumi, in Abcasia, era figlia del principe Halil Aredba Bey. Il suo nome originale era Aliye Aredba Hanim e aveva due sorelle minori, Hatice Rumeysa Hanim e Pakize Hanim. Era la cugina di Emine Nazikeda Kadın, consorte di Mehmed VI. Da bambina venne mandata con le sorelle alla corte ottomana di Istanbul, dove prese il nome Nazikeda ed entrò a servizio di Cemile Sultan, cugina di Izzeddin. Conosciuto Izzeddin, si sposarono il 6 luglio 1886 nel Palazzo Beşiktaş. Non ebbero figli. Dopo la morte di Izzeddin visse nella sua villa a Zincirlikuyu, e dopo il 1924 si trasferì in Egitto, dove vivevano le figliastre, le due figlie di Izzeddin dalla sua ultima consorte. Tornò in Turchia nel 1928 e si stabilì a Kadirköy, Sivas. Nel 1934 fu varata la legge sul cognome e assunse nome Aliye Nazikeda Avci. Negli anni '30 si recò ad Alessandria per una questione di eredità e riuscì a tornare solo negli anni '40. Morì il 18 marzo 1945 a Kadirköy, Sivas, e vi fu sepolta[38][39][40].
- Faika Tazende Hanım. Nata il 10 ottobre 1875 a Poti, in Abcasia, e il suo vero nome era Faika Hanim ed era abcasa o circassa. Si sposarono il 14 ottobre 1892 a Palazzo Beşiktaş. Era la moglie favorita di Izzeddin, ma non ebbero figli. Dopo la morte di Izzeddin nel 1916, si stabilì nella sua villa a Nişantaşı e adottò una bambina, Seza Hanim. Nel 1934 venne varata la legge sul cognome e assunse nome Faika Tazende Yücesan. Morì il 16 giugno 1950 e venne sepolta nel cimitero Yahya Efendi[36][41].
- Ebruniyaz Hanım. Era abcasa. La data del loro matrimonio è ignoto e non ebbero figli. Dopo la morte di Izzeddin visse nella sua villa a Çamlıca, ma dopo l'esilio della dinastia nel 1924 cadde in povertà. Riuscì ad acquistare una casa a Fatih, ma alla fine dovette trasferirsi a Hotor con Cavidan Hanım. Non si sa quando morì[42].
- Leman Hanım. Nata il 6 giugno 1888 a Batumi, in Georgia. Era circassa. Si sposarono 4 febbraio 1902 a Villa Çamlıca. Da lei ebbe il secondo figlio e le due figlie. Alla morte di Izzeddin, mentre era incinta di pochi mesi, visse per quattro mesi a Palazzo Dolmabahçe mentre Mehmed V distribuiva le proprietà del defunto, poi a Palazzo Beşiktaş dove partorì e infine si trasferì a villa Çamlıca. Nel 1934 venne varata la legge sul cognome e assunse nome Leman Ünlüsoy. Morì il 3 agosto 1953 e fu sepolta nel cimitero Selâmi Efendi[36][43][44].

Cavidan Hanım, Nazikeda Hanım, Tazende Hanım e Ebruniyaz Hanım ricevettero l'Ordine della Carità di prima classe, quando Izzeddin divenne principe ereditario.

### Discendenza
- Da Çeşmiahu Hanım:
  - Şehzade Mehmed Bahaeddin (febbraio 1883 - 8 novembre 1883). Sepolto nel mausoleo Pertevniyal Sultan.
- Da Cavidan Hanım: 
  - Nessuna discendenza
- Da Nazikeda Hanım: 
  - Nessuna discendenza
- Da Tazende Hanım: 
  - Nessuna discendenza
- Da Ebruniyaz Hanım: 
  - Nessuna discendenza
- Da Leman Hanım:
  - Hatice Şükriye Sultan (24 febbraio 1906 - 1 aprile 1972). Sposata tre volte, senza figli.
  - Şehzade Mehmed Nizameddin (18 dicembre 1908 - 19 marzo 1933). Non si sposò e non ebbe figli.
  - Mihriban Mihrişah Sultan (30 agosto 1916 - 25 gennaio 1987). Nata postuma sette mesi dopo la morte di suo padre. Sposata due volte, senza figli.

## Vita privata e personalità
Izzeddin possedeva ville a Çamlıca, Zincirlikuyu e Nişantaşı. Trascorreva gli inverni a Çamlıca e le estati a Zincirlikuyu. La villa di Çamlıca gli era stata donata da Tiryal Hanim, una delle ultime consorti del nonno paterno Mahmud II. Tiryal Hanim amava Abdülaziz come un figlio e Izzeddin come un nipote. Dopo essere diventato il principe ereditario nel 1909, gli furono assegnati gli appartamenti Valiahd Şehzade situati nel Palazzo Dolmabahçe.
È stato descritto come un uomo devoto e conservatore, noto per la sua arroganza e il suo orgoglio, e affetto da tremori nervosi. Negli ultimi anni la sua salute mentale e fisica era in declino e questo si rifletté nel suo comportamento.

## Onorificenze
Izzeddin venne insignito delle seguenti onorificenze:

### Ottomane
- Ordine della Casa di Osman, ingioiellato
- Ordine di distinzione, ingioiellato
- Ordine di Osmanieh, ingioiellato
- Ordine dei Medjidie, ingioiellato; 18 aprile 1872
- Ordine della Gloria, ingioiellato; 14 settembre 1910
- Medaglia di guerra ottomana
- Medaglia di eccezionalità della Marina, oro
- Medaglia Hicaz Demiryolu, oro
- Medaglia Hilal-i Ahmer, oro
- Medaglia Imtiyaz, argento
- Medaglia Imtiyaz, oro

### Straniere
- Persia: Neshan-e Aqdas, ingioiellato; settembre 1873
- Monaco: Cavaliere di Gran Croce dell'Ordine di Saint-Charles; 15 maggio 1874
- Serbia: Ordine della stella di Karađorđe; 9 giugno 1911
- Regno Unito: Cavaliere Onorario di Gran Croce dell'Ordine Reale Vittoriano; 19 giugno 1911
- Romania: Ordine di Carol I, 1ª Classe; 27 agosto 1911
- Prussia: Ordine dell'Aquila Nera di Prussia, 2 settembre 1911

### Incarichi militari
Izzeddin ricoprì il seguenti incarichi militari:
- 1866: tenente colonnello, esercito ottomano
- 3 settembre 1867: colonnello, esercito ottomano
- 15 luglio 1868: Brigadiere del Reggimento di Fanteria Pura nella Prima Armata Imperiale
- 30 maggio 1870: Brigadiere del Reggimento di Fanteria Pura nella Prima e Seconda Armata Imperiale
- 3 novembre 1871: Capo di Stato Maggiore della Prima Armata Imperiale come Luogotenente Generale
- 18 aprile 1872: Comandante della Prima Armata Imperiale come Luogotenente Generale
- c. 1910: Feldmaresciallo, esercito ottomano

## Cultura popolare
- Izzeddin è un personaggio minore nel romanzo storico di T. Byram Karasu Of God and Madness: A Historical Novel (2007).
- Izzeddin è un personaggio del romanzo storico di Ayşe Osmanoğlu The Gilded Cage on the Bosphorus (2020).